# Slag bij Cedar Creek
De Slag bij Cedar Creek vond plaats op 19 oktober 1864 in Shenandoah County, Frederick County en Warren County, Virginia als de laatste slag van de veldtochten in de Shenandoahvallei van 1864 tijdens de Amerikaanse Burgeroorlog. Deze slag is ook gekend als de Slag bij Belle Grove. De Zuidelijke luitenant-generaal Jubal Early voerde een verrassingsaanval uit op het tentenkamp van de Noordelijke generaal-majoor Philip Sheridan langs de Cedar Creek ten noordoosten van Strasburg, Virginia. In de loop van de ochtend werden zeven Noordelijke divisies achteruit gedreven waarbij ze verschillende kanonnen verloren en veel soldaten werden gevangengenomen. Early kon zijn aanval ten noorden van Middletown niet doordrukken. Sheridan kon na een dramatische verschijning op het slagveld nadat hij vanuit Winchester was aangesneld zijn linies herstellen in een defensieve stelling. De Noordelijke tegenaanval in de namiddag deed het Zuidelijke leger op de vlucht slaan. Hierbij was de laatste Zuidelijke aanval op het Noorden afgelopen.

## Achtergrond

### Grants strategie in 1864
In maart 1864 werd Ulysses S. Grant bevorderd tot luitenant-generaal en kreeg hij het opperbevel over alle Noordelijke legers. Hij koos ervoor om zijn hoofdkwartier in te delen bij het Army of the Potomac hoewel generaal-majoor George G. Meade bevelhebber bleef van het leger. Grant gaf het bevel over de meeste westelijke legers in handen van generaal-majoor William Tecumseh Sherman. Grant, gesteund door president Abraham Lincoln, stelde een plan op waarbij de vernietiging van de Zuidelijke legers op het voorplan stond. Ook de economische oorlogsvoering vormde een belangrijk deel van zijn plan waarbij de economische basis van de vijand diende vernietigd te worden. Zijn plan bestond uit een gecoördineerd plan waarbij de verschillende Noordelijke legers op de verschillende fronten naar het hart van het Zuiden zouden oprukken. Grant, Meade en generaal-majoor Benjamin Butler zouden het opnemen tegen generaal Robert E. Lee en zijn Army of Northern Virginia bij Richmond. Sherman kreeg de opdracht om Georgia binnen te vallen en Atlanta te veroveren. Generaal-majoor Nathaniel P. Banks diende Mobile, Alabama in te nemen.

### Shenandoahvallei

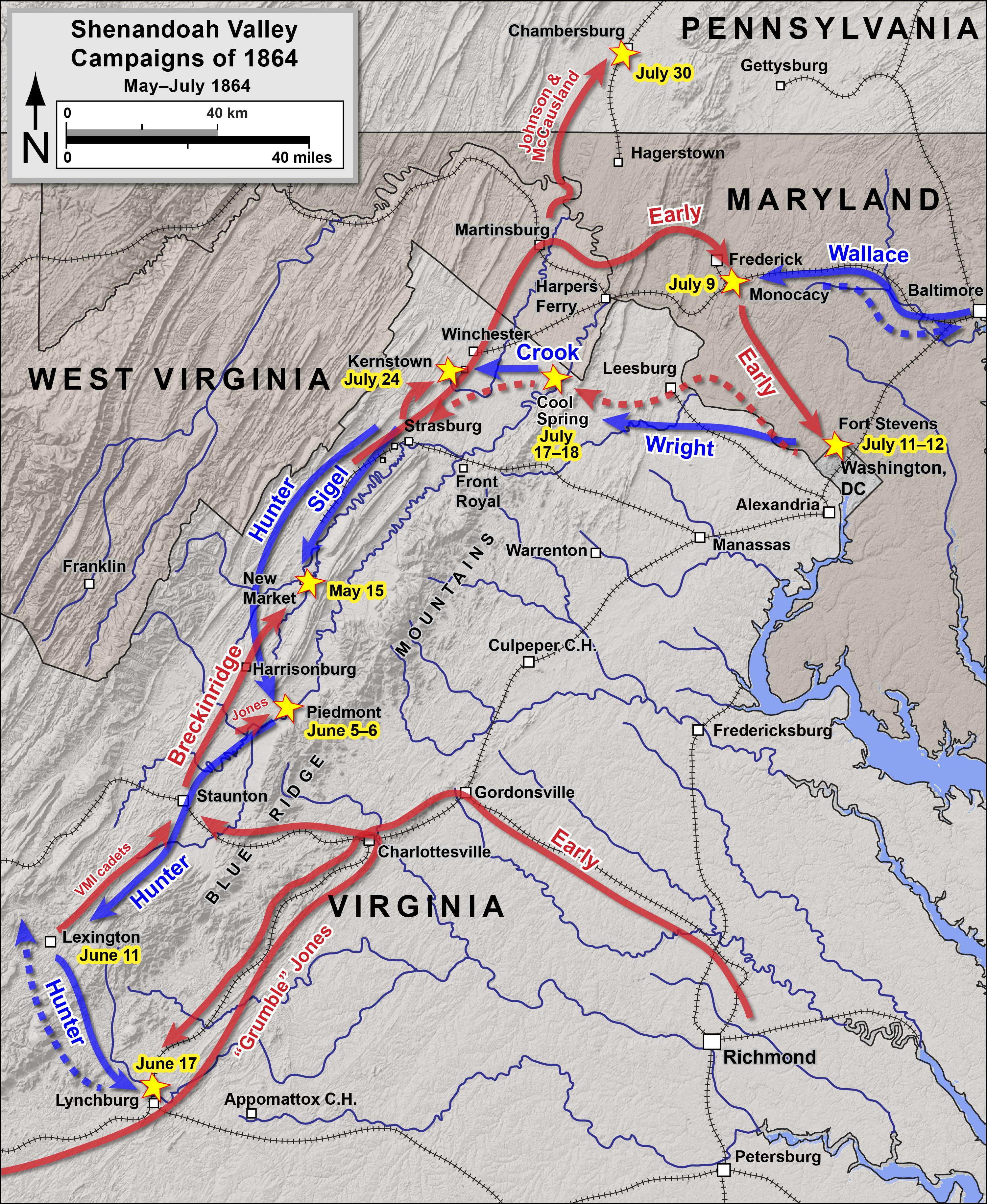
Operaties in de Shenandoahvallei tussen mei en juli 1864

Het laatste uit de reeks van offensieven was de aanval van generaal-majoor Franz Sigel door de Shenandoahvallei. Tijdens de oorlog was de vallei een belangrijk strategische locatie. Het vormde de waterscheidingslijn van de Shenandoahrivier die tussen de Blue Ridge Mountains in het oosten en het Alleghenygebergte in het westen liep. De vallei was 240 km lang en gemiddeld 40 km breed. De lokale bewoners verwezen naar het zuidwestelijk deel als de "upper Valley" die doorgaans een hoger hoogteverschil toonde dan het noordoostelijk deel. Tussen de North en South Forks van de Shenandoahrivier verrees de Massanutten Mountain (97 meter hoog) die de vallei gedurende 75 km in twee delen verdeelde. Tijdens de 19e eeuw was er slechts één weg die de berg overstak en dit was tussen New Market en Luray.
De vallei bood twee strategische voordelen voor de Zuidelijken. Ten eerste kon een Noordelijke leger die Virginia aanviel geflankeerd worden. Er waren veel passen aanwezig tussen de vallei en de Blue Ridge Mountains van waaruit de Zuidelijken konden aanvallen. Ten tweede bood de vallei een beschermende corridor voor Zuidelijke legers die het Noorden binnenvielen. De Valley Pike (heden ten dage de U.S. Route 11) vormde een relatief snelle verbindingsweg. Het was deze weg die Lee gebruikte om het Noorden binnen te vallen tijdens de Gettysburgveldtocht in 1863. De vallei bood weinig voordelen voor de Noordelijke legers die Richmond in het vizier hadden. Indien ze toch de vallei in handen hadden, betekende dit een zware slag voor het Zuiden. Het was een rijke agrarische plaats. In 1860 produceerde de regio 2,5 miljoen bussels tarwe of ongeveer een vijfde van de totale productie van de staat. Ook de rijke veestapel was belangrijk. Het werd gebruikt om de Zuidelijke legers en hun hoofdstad van vlees en afgeleide producten te voorzien. Indien Stauton, Virginia in Noordelijke handen viel, kwam de Virginia en Tennessee spoorweg in gevaar die van Richmond naar de Mississippi liep.

### Sigel en Hunter
Franz Sigel, bevelhebber van het Departement of West Virginia, had bevelen ontvangen van Grant om de vallei binnen te marcheren met 10.000 soldaten en de spoorwegfaciliteiten in Lynchburg, Virginia te vernietigen. Zijn strijdmacht werd opgewacht door 4.000 Zuidelijke soldaten onder leiding van generaal-majoor John C. Breckenridge en werd door de Zuidelijken verslagen in de Slag bij New Market op 15 mei 1864. Sigel trok zich terug naar Strasburg en werd vervangen door generaal-majoor David Hunter. Hunter hervatte het Noordelijke offensief en versloeg brigadegeneraal William E. "Grumble" Jones, die sneuvelde in de strijd, in de Slag bij Piedmont op 6 juni 1864. Hunter bezette Staunton. Hij kreeg versterking van brigadegeneraal George Crook. Grant gaf het bevel dat de 20.000 man sterke strijdmacht van de opbrengsten van het land dienden te leven.

### Early's veldtocht
Generaal Robert E. Lee, die het opnam tegen Grant rond Richmond en Petersburg, maakte zich zorgen over de Noordelijke opmars in de Shenandoahvallei. Hij stuurde het Second Corps van het Army of Northern Virginia, die nu aangeduid werd als het Army of the Valley, aangevoerd door luitenant-generaal Jubal Early naar de vallei om de Noordelijken te verjagen. Indien de kans zich voordeed diende ook de Noordelijke hoofdstad Washington, D.C. bedreigd te worden.
Early’s offensief begon onder een goed gesternte. Hij rukte op door de vallei zonder tegenstand. Hij liet Harpers Ferry, West Virginia links liggen, stak de Potomac over en viel Maryland binnen. Grant stuurde een korps onder leiding van generaal-majoor Horatio G. Wright en opnieuw de eenheden van Crook naar Washington om Early tegen te houden. In de Slag bij Monocacy op 9 juni 1864 versloeg Early een kleine Noordelijke strijdmacht onder leiding van generaal-majoor Lew Wallace. Deze slag hield de Zuidelijken lang genoeg tegen om de verdedigingswerken rond Washington te versterken. In de Slag om Fort Stevens probeerde Early de zwakke plaatsen in de fortengordel rond Washington te vinden. Hij gaf zijn pogingen al na enkele dagen op en trok zich terug naar Virginia. Tijdens de Noordelijke achtervolging werden enkele kleinere confrontaties beslecht waaronder de Tweede slag bij Kernstown op 24 juli 1864 waarbij Crook een nederlaag leed.

### Sheridans veldtocht

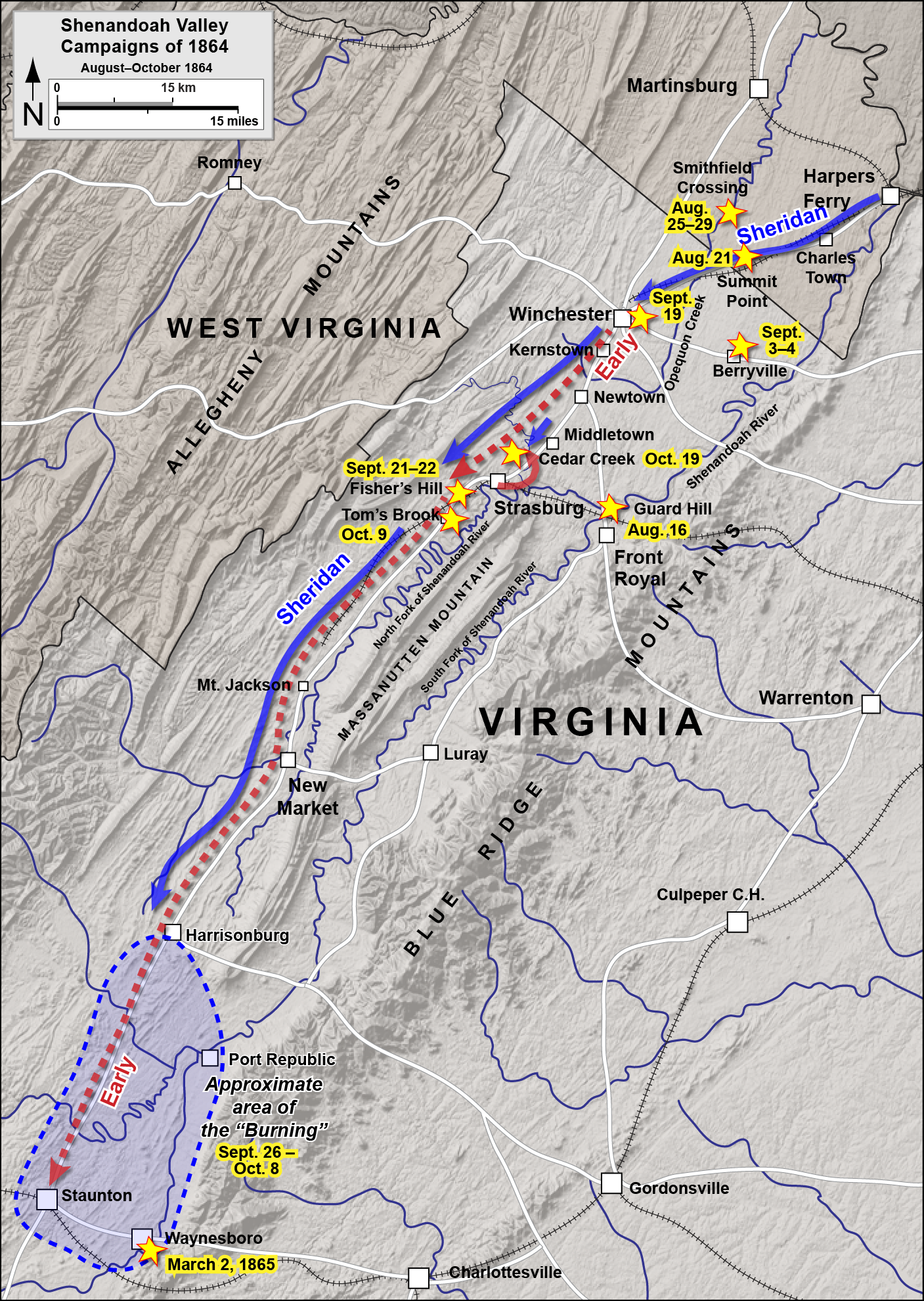
De operaties in de Shenandoahvallei van augustus 1864 tot maart 1865

Grant besliste dat de dreiging uitgaande van Early diende vernietigd te worden en dit zeker nadat Chambersburg platgebrand werd door Zuidelijke cavalerie. Een van de problemen waar Grant mee kampte om Early efficiënt aan te pakken, was dat Early’s bewegingen door vier Noordelijke departementen heen plaatsvonden. Grant vond één bevelhebber voor de vier departementen daarom essentieel. Hij droeg George G. Meade voor. Lincoln stelde zijn veto omdat Meade vanuit politieke hoek zwaar onder vuur lag. Grants volgende keuze was een man die agressief genoeg was om Early te verslaan: Philip Sheridan die de bevelhebber was van de cavalerie in het Army of the Potomac. Sheridan kreeg het bevel over alle eenheden in West Virginia, westelijk Maryland en de Shenandoahvallei. Zijn leger kreeg de benaming Army of the Shenandoah mee. Zijn openingszetten waren voorzichtig om de herverkiezing van Lincoln niet in gevaar te brengen.
Na een maand van manoeuvreren en het uitvechten van enkele kleinere veldslagen tussen Sheridan en Early waren de Zuidelijken ervan overtuigd dat de Noordelijken in de vallei maar een kleine dreiging vormden. Robert E. Lee haalde de divisie van generaal-majoor Joseph B. Kershaw terug naar Richmond op 16 september. Sheridan reageerde onmiddellijk en viel met zijn volledige strijdmacht Early aan bij Winchester op 19 september. Early verloor veel soldaten. Zijn leger trok zich in zuidelijke richting terug en nam defensieve stellingen in bij Fisher's Hill. Sheridan kon de vijandelijke stellingen breken door een flankeerbeweging op 22 september. Opnieuw trokken de verslagen Zuidelijken zich terug en nu tot in Waynesboro, Virginia.
Early was voorlopig uitgeschakeld en de vallei lag open voor de Noordelijken. Met de inname van Atlanta door Sherman was de herverkiezing van Lincoln zo goed als binnen. Sheridan trok zich systematisch terug en paste de Tactiek van de verschroeide aarde toe. Zo probeerden de Noordelijken de bevoorrading voor de Zuidelijke legers te vernietigen. Early werd ondertussen versterkt door Kershaws divisie en de cavaleriedivisie van generaal-majoor Thomas L. Rosser. Toen Early opnieuw sterk genoeg was om de achtervolging in te zetten werd Rosser verslagen bij Tom's Brook op 9 oktober. Het Noordelijke leger sloeg zijn kamp op ten noorden van Cedar Creek in Shenandoah County, Frederick County en Warren County, Virginia.

### Aanloop naar de slag
Sheridan ging ervan uit dat Early uitgeteld was na meer dan een maand van vechten. Daarom stuurde hij het VI Corps, aangevoerd door generaal-majoor Horatio G. Wright terug naar het Army of the Potomac. Op 13 oktober arriveerde Early bij Hupp’s Hill, net ten noorden van Strasburg. Ze vormden een slaglinie en de artillerie beschoot het Noordelijke kamp bij Belle Grove plantation. De Noordelijke divisie van kolonel Joseph Thoburn werd naar voor gestuurd om het vijandelijke geschut het zwijgen op te leggen. Bij de gevechten met Kerschaws divisie vielen 209 Noordelijke en 182 Zuidelijke slachtoffers. Sheridan liet Wrights korps rechtsomkeer maken die reeds bij Ashby’s Gap in de Blue Ridge Mountains waren geraakt. Op 16 oktober vertrok Sheridan naar Washington voor overleg met de Secretary of War Edwin M. Stanton. Hij werd begeleid door zijn cavaleriekorps tot in Front Royal. Dit korps zou dan de Virginia Central Railroad aanvallen. Sheridan wijzigde echter zijn plannen toen hij hoorde dat Early vlagsignalen doorstuurde waaruit bleek dat luitenant-generaal James Longstreet Early zou versterken. Dit was echter desinformatie van Early om Sheridan weg te jagen uit de vallei. Sheridan bracht echter al zijn eenheden opnieuw tezamen in de kampen langs Cedar Creek.
Op 12 oktober schreef Lee Early in een brief dat Sheridans strijdmacht moest vernietigd worden. Early stuurde verkenners uit om de Noordelijke kampementen in kaart te brengen. Uit deze informatie kon Early een zwak punt distilleren. De Noordelijken gingen ervan uit dat een vijandelijke aanval vanuit het westen zou plaatsvinden. Daarom hadden de Noordelijken minder aandacht besteed aan hun linkerflank. Bovendien verwachtte Sheridan dat iedere bevelhebber ervoor zou zorgen dat er vooruitgeschoven posten zouden uitgezet worden rond het kamp. De soldaten van Crook waren dit niet gewoon en legden de raad van Sheridan naast zich neer. Early had nu twee opties. Ofwel trok hij zijn leger terug om zijn voorraden aan te vullen ofwel viel hij de Noordelijken aan. Hij koos voor de aanval. Hij werkte een plan uit om de Noordelijke linkerflank aan te vallen via North Fork van de Shenandoahvallei en Cedar Creek om zo de vijandelijke flank stelselmatig op te rollen en te vernietigen.
Op 18 oktober, de dag voor de slag, verbleef Sheridan in Winchester. Generaal-majoor Horatio G. Wright was tijdelijke bevelhebber van het Noordelijke leger.

## Samenstelling van de strijdmachten

### De Noordelijke strijdmacht
Sheridans Army of the Shenandoah telde 31.610 soldaten en 90 kanonnen. en bestond uit de volgende eenheden:
- Het VI Corps aangevoerd door generaal-majoor Horatio G. Wright bestaande uit de divisies van de brigadegeneraals Frank Wheaton en George W. Getty en kolonel J. Warren Keifer. Toen Wright tijdelijk bevelhebber was van het leger werd het korps aangevoerd door brigadegeneraal James B. Ricketts.
- Eenheden van het XIX Corps aangevoerd door brigadegeneraal William H. Emory bestaande uit de divisies van de brigadegeneraals James W. McMillan en Cuvier Grover.
- Het Army of West Virginia (of het VIII Corps) aangevoerd door brigadegeneraal George Crook bestaande uit de divisies van de colonels Joseph Thoburn, Rutherford B. Hayes en J. Howard Kitching. (Kitchings "provisional division" was niet volledig aanwezig tijdens de slag. Enkel artillerie en kleinere eenheden waren aanwezig.)
- Het Cavalry Corps aangevoerd door generaal-majoor Alfred T. A. Torbert bestaande uit de divisies van brigadegeneraal Wesley Merritt, kolonel William H. Powell en brigadegeneraal George A. Custer.

### De Zuidelijke strijdmacht
Early’s Army of the Valley telde 21,102 soldaten en 40 kanonnen en bestond uit de volgende eenheden:
- Ramseur’s Division aangevoerd door generaal-majoor Stephen D. Ramseur bestaande uit de brigades van de brigadegeneraals Cullen A. Battle, Bryan Grimes, Philip Cook en William R. Cox.
- Kershaw’s Division aangevoerd door generaal-majoor Joseph B. Kershaw bestaande uit de brigades van de brigadegeneraals James Conner en Benjamin G. Humphreys en de kolonels Henry P. Sanders en James P. Sims.
- Early's Division aangevoerd door brigadegeneraal John Pegram bestaande uit de brigades van kolonel John S. Hoffman ("Pegram's Brigade"), brigadegeneraal Robert D. Johnston en luitenant-kolonel William T. Davis ("Godwin's Brigade").
- Gordon's Division aangevoerd door generaal-majoor John B. Gordon bestaande uit de brigades van kolonel Edmund N. Atkinson ("Evan's Brigade"), kolonel William R. Peck ("York's Brigade") en brigadegeneraal William Terry. Tijdens de slag had Gordon drie divisies onder zijn bevel. Zijn eigen divisie werd aangevoerd door brigadegeneraal Clement A. Evans.
- Wharton's Division aangevoerd door brigadegeneraal Gabriel C. Wharton bestaande uit de brigades van kapitein R. H. Logan ("Wharton's Brigade"), kapitein Edmund S. Read ("Echol's Brigade") en kolonel Thomas Smith.
- Lomax's Cavalry Division aangevoerd door generaal-majoor Lunsford L. Lomax bestaande uit de brigades van kolonel George H. Smith ("Imboden's Brigade") en de brigadegeneraals Bradley T. Johnson, John McCausland en Henry B. Davidson ("Jackson's Brigade").
- Rosser's (Fitz Lee's) Cavalry Division aangevoerd door generaal-majoor Thomas L. Rosser bestaande uit de brigades van de brigadegeneraals Williams C. Wickham en William H. F. Payne en kolonel Oliver R. Funston, Jr. ("Rosser's Brigade").

## De slag

### De Zuidelijken vallen aan
In de avond van 18 oktober vormden Early’s soldaten drie colonnes. Gordons colonnes bestond uit de divisies van Ramseur, Pegram en Evans. Hij vertrok reeds om 20.00 uur omdat ze de grootste afstand moesten overbruggen. Ze volgden een smal pad die verkend was door Gordon en een kaartenmaker, majoor Jedediah Hotchkiss. Alle soldaten dienden in één lijn achter elkaar te lopen en artillerie kon niet passeren. De andere twee colonnes onder Wharton en Kershaw vertrokken op 19 oktober rond 01.00 uur. Tegen 03.30 uur waren alle colonnes op de plaats van waaruit de aanval zou plaatsvinden. Rossers cavalerie rukte op om de aanval te openen bij Cupp’s Ford. Lomax’ cavalerie diende op te rukken via de Front Royal en Winchester Road om de mogelijk Noordelijke ontsnappingsroutes te blokkeren.

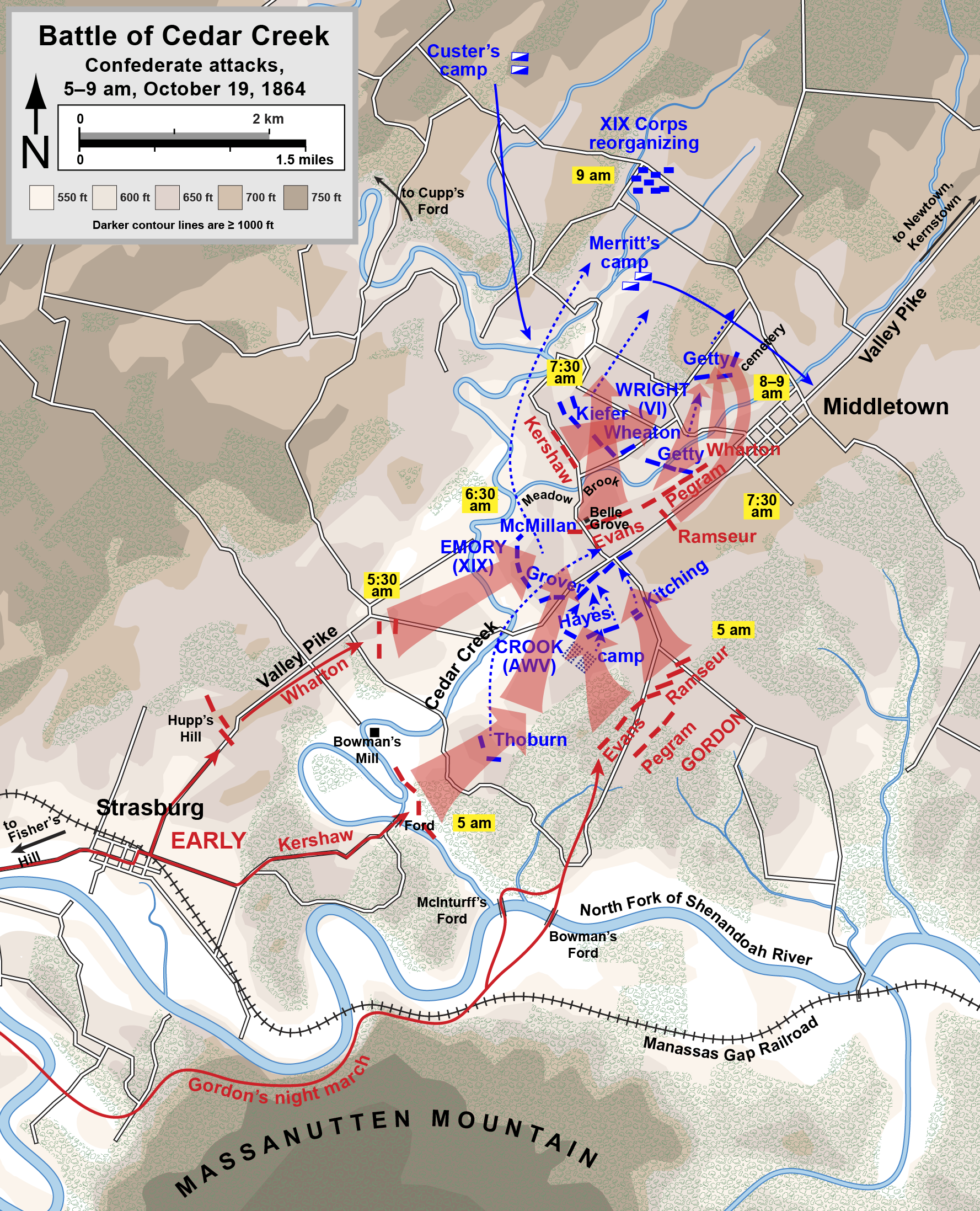
De slag bij Cedar Creek, de Zuidelijke aanvallen

Het verrassingseffect van de aanval was vrijwel volledig. De meeste soldaten van het Army of West Virginia waren totaal onvoorbereid. De stille opmars van de Zuidelijken werd nog een handje toegestoken door de dichte mist. Rond 05.00 uur viel Kershaws divisie de stellingen aan van kolonel Joseph Thoburns divisie. Enkele minuten later viel Gordon kolonel Rutherford B. Hayes stellingen aan. Crooks eenheden werden overweldigd. Vele soldaten vluchtten in paniek weg. De brigade van kolonel Thomas Wildes slaagde erin om zijn eenheid op te stellen en gedurende een half uur zich al vechtend terug te trekken naar de Valley Pike. Kapitein Henry A. du Pont, bevelhebber van Crooks artillerie, slaagde erin om negen van de zestien kanonnen te redden. Hij opende met zijn kanonnen het vuur op de Zuidelijken waarbij hun opmars vertraagd werd. Zijn stelling was uiteindelijk een verzamelpunt voor de Noordelijken ten noorden van Middletown.
In het kamp van het XIX Corps reageerde generaal Emory onmiddellijk toen hij de geluiden van de slag hoorde en de soldaten van Crook zal wegvluchten. Hij vormde zijn slaglinie om Gordons aanval op te vangen. Om zijn slaglinie te vormen, riep hij een bewakingseenheid bij een brug over Cedar Creek terug. Hierdoor kon Whartons colonne ongehinderd de brug oversteken rond 05.40 uur. Kolonel Wildes’ brigade van Crooks leger kreeg het bevel van Emory om de aftocht te staken, te keren en de Zuidelijken aan te vallen om de Noordelijken de tijd te geven om hun defensieve linies op te stellen. Wright, die naast Wildes oprukte, werd gewond aan zijn kin. De brigade van kolonel Stephen Thomas van het XIX Corps hield een half uur stand zodat McMillans divisie zich kon terugtrekken en reorganiseren. Deze acties hielden de Zuidelijken lang genoeg tegen om de meeste soldaten van het hoofdkwartier en de bagagetrein in veiligheid te brengen. Het VI Corps vormde ondertussen een sterkere defensieve linie ten noordwesten van een plantage.
De drie divisies van het VI Corps vormden een defensieve linie. Kiefers divisie stelden zich op bij Cedar Creek. Door de toevloed van terugtrekkende soldaten dienden ze echter nieuwe stellingen in te nemen bij Meadow Creek. Eenheden van McMillans divisie en Merrits cavalerie versterkten de defensieve linie in westelijke richting. Om 07.15 uur viel de divisie van Kershaw deze Noordelijke defensieve linie aan. De Noordelijken moesten terrein prijs geven. Ook Wheatons divisie, net ten noorden van de defensieve linie, moest door de aanval van Gordon eveneens terrein prijs geven. De twee Noordelijke divisie vonden aansluiting bij elkaar 1,5 km verder in noordoostelijke richting waar ook Getty’s divisie zich aansluit die al vechtend zich terugtrok na zware gevechten bij het kerkhof van Middletown. Getty was eerst naar de gevechten aan het marcheren, maar toen Wheaton zich terugtrok, hadden zijn eenheden geen dekking meer. Na een kort gevecht ten zuiden van Middletown trok hij zich rond 08.00 uur terug naar het kerkhof van de stad. Meer dan een uur kon Getty zijn stellingen bij het kerkhof verdedigen tegen aanvallen van vier Zuidelijke divisies. Early dacht daarom dat het volledige Noordelijke VI Corps bij het kerkhof stond opgesteld. Hij concentreerde zijn kanonnen op Getty’s stellingen die meer dan een half uur gebombardeerd werd. Getty trok zich terug naar de hoofdlinie van de Noordelijken die 1,5 km verder gevormd werd door brigadegeneraal Lewis A. Grant.

### Sheridans rit

Sheridans rit, chromolithograaf van Louis Prang & Co.

Bij de aanvang van de slag was Sheridan in Winchester. Rond 06.00 uur rapporteerden de voorposten rond de stad dat ze in de verte kanonvuur hoorden. Sheridan deed initieel niets omdat hij geen aanval verwachte van Early. Toen nieuwe rapporten binnenstroomden met dezelfde boodschap liet hij zijn paar Rienzi zadelen en at snel zijn ontbijt op. Rond 09.00 uur vertrok hij met drie stafofficieren en werd al snel vergezeld door 300 soldaten van zijn cavalerie-escorte. Ze reden in alle haast naar zijn leger. Toen ze dichterbij kwamen, werd de intensiteit van de gevechten pas echt duidelijk voor Sheridan. Bij Newtown gaf hij het bevel aan een jonge officier uit Crooks staf, kapitein William McKinley om een slaglinie op te stellen om terugtrekkende soldaten tegen te houden en ze terug te sturen naar het slagveld. Om 10.30 uur bereikte Sheridan het slagveld. Hij reed rond om zijn soldaten naar de defensieve linie van Wright te sturen ten noorden van Middletown. Zijn aanwezigheid was een inspiratiebron voor de Noordelijke soldaten terwijl hij riep:”Kom terug, jongens. Stuur ze naar de hel! We drinken deze avond koffie bij Cedar Creek!"

### De vertraging die fataal zou blijken

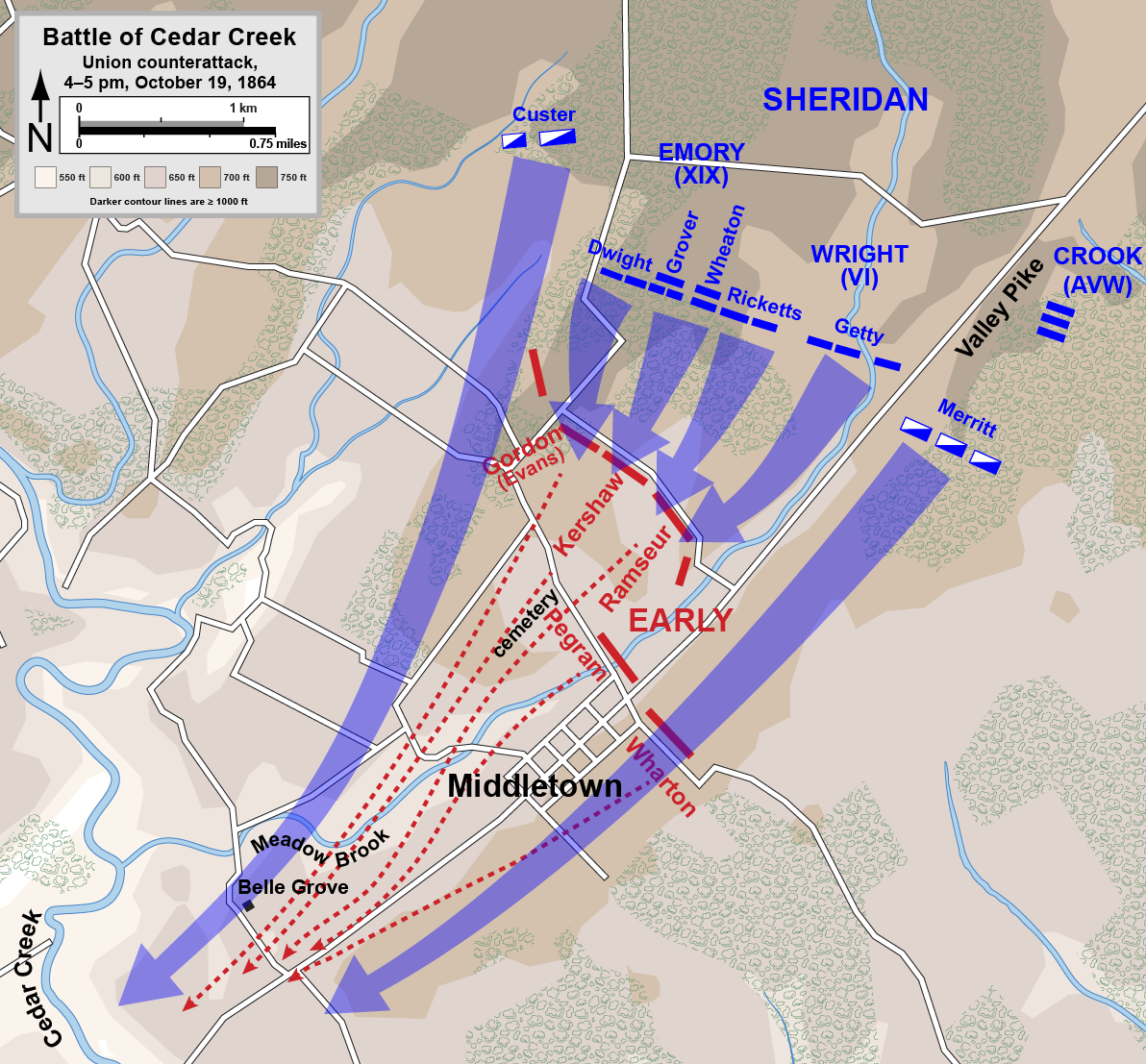
Slag bij Cedar Creek, Noordelijke tegenaanval

Early’s soldaten hadden de aankomst van de Noordelijke bevelhebber niet opgemerkt. Ze waren te moe en te uitgeput. Vele verlieten hun linie en begonnen het Noordelijke kamp te plunderen. Tegen 10.00 uur had Early de slag zo goed als gewonnen. 1.300 Noordelijke soldaten waren gevangengenomen en 24 vijandelijke kanonnen werden veroverd. Hij had zeven Noordelijke divisies verjaagd met een veel kleinere strijdmacht. In de plaats van zijn overwinning verder te consolideren, liet hij het offensief stoppen om zijn linies te herorganiseren. De twee legers stonden nu in een slaglinie 1,5 km uit elkaar. Om 13.00 uur gaf Early een halfslachtig bevel aan Gordon om de Noordelijke linie aan te vallen, maar deze aanval diende niet verder uitgevoerd te worden indien bleek dat de Noordelijke stellingen te sterk waren. Gordon rukte op naar de stellingen van het Noordelijke XIX Corps. Kershaw en Ramseur stonden klaar om ondersteuning te bieden. Na het afvuren van één ronde trokken ze zich terug.

### De Noordelijke tegenaanval
Sheridan maakte ondertussen plannen voor een tegenaanval. Hij stelde aan weerszijden van de Noordelijke linie een cavaleriedivisie op. De linie zelf bestond uit het VI Corps van Wright en het XIX Corps van Emory. Crooks leger werd in reserve gehouden. Zijn plan zag er als volgt ui. Zijn cavalerie zou de vijandelijke flanken onder druk zetten. Ondertussen zou het XIX Corps een halve-wielbeweging uitvoeren met het VI Corps als scharnier. Hierdoor zouden de Zuidelijken naar de Pike gedreven worden. De aanval begon om 16.00 uur. Gedurende een uur werd er hevig gevochten ten noorden van Middletown. Toen begon Early’s linkerflank te breken en reed Custers cavalerie naar de vijandelijke achterhoede. Veel Zuidelijke soldaten raakten in paniek toen ze zagen dat de Noordelijke cavalerie hun eventuele route voor de aftocht blokkeerde. Na de doorbraak aan de Noordelijke rechterflank verhoogde Sheridan de druk op Ramseurs divisie. Ramseur raakte dodelijk gewond en zijn soldaten vluchten vrijwel onmiddellijk. Hoewel de Zuidelijke artillerie de Noordelijke aanval nog vertraagde, had Early de controle over zijn leger verloren.
De situatie voor de Zuidelijken verergerde nog toen een brug instortte, waardoor de artillerie en karren onmogelijk zich in veiligheid konden brengen. Early’s leger werd gedwongen om zowel hun eigen karren en kanonnen als die die ze hadden veroverd achter te laten. De Noordelijke achtervolging werd gestaakt bij het invallen van de duisternis. De Zuidelijken verzamelden zich bij Fischer’s Hill waarna ze zich de volgende dag terugtrokken naar New Market, Virginia.

## Gevolgen
De Noordelijken verloren 5.665 (644 doden, 3.430 gewonden en 1.591 vermisten).
Casualties for the Union totaled 5,665 (644 killed, 3,430 wounded, 1,591 missing). De Zuidelijke verliezen worden geschat op 2.910 slachtoffers (320 doden, 1.540 gewonden, 1.050 vermisten). Bij de officieren sneuvelde Ramseur in het bijzijn van Noordelijke officieren die voor de oorlog collega’s en vrienden waren. Ook de Noordelijke officieren Daniel D. Bidwell en Charles R. Lowell, Jr. sneuvelden tijdens de slag
De slag eindigde in een verpletterende nederlaag voor de Zuidelijken. De Noordelijke staten waren niet langer bedreigd via de Shenandoahvallei. De herverkiezing was in belangrijke mate te danken aan deze Noordelijke overwinning en Sheridan werd overladen met eeuwige roem. Grant gaf het bevel om ter ere van Sheridan een saluut te geven van 100 kanonschoten. Sheridan werd bevorderd tot generaal-majoor in het reguliere leger.
Jubal Early zou na zijn nederlaag snel de schuld geven aan zijn soldaten die zich hadden overgegeven aan het plunderen van het Noordelijke kamp waardoor de vijand kostbare tijd won om zich te herstellen van de initiële schok. Zijn militaire carrière was bijna gedaan. De overgebleven eenheden werden terug gestuurd naar Robert E. Lee. Hij kreeg nog het bevel over 3.000 soldaten bij Waynesboro. Op 2 maart 1865 vertrok Sheridan om Grant te versterken. Ondertussen werd Early weggevaagd bij Waynesboro door Custers cavalerie. Early zelf kon ontsnappen en slaagde erin om gevangenschap te vermijden door twee weken een kat-en-muisspel te spelen met Noordelijke patrouilles. Toen Early eindelijk in het hoofdkwartier van Lee arriveerde, werd hij ontslagen.

## Aanbevolen lectuur
- Early, Jubal A. A Memoir of the Last Year of the War for Independence in the Confederate States of America. Edited by Gary W. Gallagher. Columbia: University of South Carolina Press, 2001. ISBN 1-57003-450-8.
- Lewis, Thomas A., and the Editors of Time-Life Books. The Shenandoah in Flames: The Valley Campaign of 1864. Alexandria, VA: Time-Life Books, 1987. ISBN 0-8094-4784-3.
- Lewis, Thomas A. The Guns of Cedar Creek. New York: Harper and Row, 1988. ISBN 0-06-015941-3.
- Mahr, Theodore C. The Battle of Cedar Creek: Showdown in the Shenandoah, October 1-30, 1864. Lynchburg, VA: H. E. Howard Inc., 1992. ISBN 978-1-56190-025-1.
- Morris, Roy, Jr. Sheridan: The Life and Wars of General Phil Sheridan. New York: Crown Publishing, 1992. ISBN 0-517-58070-5.
- Patchan, Scott C. Shenandoah Summer: The 1864 Valley Campaign. Lincoln: University of Nebraska Press, 2007. ISBN 978-0-8032-3754-4.
- Sheridan, Philip H. Personal Memoirs of P. H. Sheridan. 2 vols. New York: Charles L. Webster & Co., 1888. ISBN 1-58218-185-3.
- Spaulding, Brett W. Last Chance for Victory: Jubal Early's 1864 Maryland Invasion. Gettysburg, PA: Thomas Publications, 2010. ISBN 978-1-57747-152-3.
- Welcher, Frank J. The Union Army, 1861-1865 Organization and Operations. Vol. 1, The Eastern Theater. Bloomington: Indiana University Press, 1989. ISBN 0-253-36453-1.
- Wittenberg, Eric J. Little Phil: A Reassessment of the Civil War Leadership of Gen. Philip H. Sheridan. Washington, DC: Potomac Books, 2002. ISBN 1-57488-548-0.